# Брасаљце
Брасаљце (алб. Bresalcë или Bresalca, Bresalc или Bresalci; до 1959. — подељено на Горње и Доње Брасаљце) је насеље у општини Гњилане, Косово и Метохија, Република Србија.

## Становништво
| Демографија | Демографија | Демографија |
| Година      | Становника  | Становника  |
| ----------- | ----------- | ----------- |